# هیستریا ایوری
هیستریا ایوری (به انگلیسی: Histria Ivory) یک کشتی است که طول آن ۱۷۹٫۹۳ متر (۵۹۰٫۳ فوت) می‌باشد. این کشتی در سال ۲۰۰۶ ساخته شد.